# Somlói borvidék

A régió elhelyezkedése

A Somlói borvidék, Magyarország legkisebb területű történelmi borvidéke a Bakony hegység nyugati lábánál, de már a Kisalföld síkságából kiemelkedő Somló szoknyáján helyezkedik el. Régebbi megnevezése Nagy-Somlói borvidék.

## Földrajza és időjárása
A 432 méter magas Somló a Bakony hegység nyugati lábánál, de már a Kisalföld síkságából emelkedik ki. A hegy közigazgatásilag Veszprém vármegyében, Devecsertől hat kilométerre fekszik. A Somló körüli falvak Doba, Oroszi, Borszörcsök, Somlóvásárhely, Somlójenő, Tüskevár, Iszkáz, Somlóvecse és Somlószőlős.
A Somló időjárási viszonyai többnyire megegyeznek a régió időjárásával. Az uralkodó szélirány északnyugati. A borvidék szempontjából jelentős helyi időjárási jelenség, hogy jégeső aránylag ritkán éri a Somlót. Rendszerint a jégeső a hegy aljáig vonul, majd a felhő kétfelé válik, és a Somló csekély kárral menekül meg a jégtől. Ez alól a 2008-as év kivétel volt amikor a jég az 1972-es nagy jégveréshez mérhető károkat okozott. A néphit szerint, ha az ormot borító köd Zalának megy ("pipál" a Somló), akkor eső várható, ha pedig a köd a Bakonynak fordul, akkor kétséges az eső.
A szőlő érlelésének az aránylag meleg éghajlaton kívül a fekete bazalt hőelnyelő tulajdonsága is kedvez. A bazalt a nappal elnyelt hőmennyiséget éjjel egyenletesen visszasugározza. A szőlőket így folyamatosan meleg veszi körül ez pedig szemek érlelését kedvezőbben befolyásolja. A gazdag (földpát, olivin, augit, magnetit stb.) ásványi összetételű bazalt mállásából származó, kitűnő termőtalaj és az egyenletes meleg egyaránt hozzájárulnak a somlói bor egyediségéhez és minőségéhez.

## Története
A Somlón a római korban kezdtek gazdaságilag is jelentős mértékben szőlőt termelni. Mint borvidék regionális illetve országos jelentőségűvé azáltal vált, hogy I. Szent István király a Torna patak mellé bencés apácamonostort alapított és a monostornak a királyi uradalomból a Somló hegy vásárhelyi és dobai oldalán szőlőterületeket adományozott. Az 1242-es tatárjárás után épített vár védelme alatt álló és ezáltal fejlődésnek induló Somlóvásárhely regionális jelentőségű településsé nőtte ki magát.
A somlói bor különlegességére és minőségére enged utalni nemcsak az, hogy a hegyen főúri és udvari birtokok is alakultak a 11-14. század során, hanem az is, hogy egy 1511-ben kelt urbárium szerint szőlőt a város engedélye nélkül csak közvetlen családtagnak szabadott eladni. Vagyis a város és a földesurak törekedtek arra, hogy a szőlőbirtokok ne aprózódjanak el és helyi ellenőrzés alatt maradjanak.
A mai hegyközségi rendszer elődje a hegybéli helység már a 14. században szabályozó és ellenőrző hivatalként létezett. A somlói helység élén a hegybíró és az ő segítői, a hegymesterek, valamint a szőlőpásztorok álltak. Ezek a választott tisztségviselők gondoskodtak arról, hogy a szőlőben rend legyen. Már a középkor évszázadai alatt szigorú szabályok biztosították nemcsak a minőségi bor termelését, de az általános rendet és fegyelmet is a szőlőben. Komoly büntetés terhe mellett szabályozta például a szőlőtermelők közössége a szüret időpontját. De tilos volt káromkodni, egymást szidalmazni vagy szemérmetlenkedni a szőlőben. A korai hegyközség rendje a kor társadalmi berendezkedéséhez képest meglepően demokratikus volt, hiszen rangtól és címtől függetlenül egységes büntetést kaptak a rend ellen vétők.
Különösen érdekes és mai viszonyok szempontjából is tanulságos, hogy az ősi hegytörvény többek között tiltotta a fák engedély nélküli kivágását, a ragadozó madarak fészkeinek zavarását (csökkentve ezzel a seregélyek és más madarak által okozott kárt), a föld parlagon hagyását és a meghatározott időpont előtti szüretet.
A somlói borvidék történelmében fordulópontnak számít a 17. század elejétől a 18. század közepéig tartó pereskedés a vásárhelyi szőlőbortokos parasztok és az apácakolostor között. Az apácák meg akarták növelni a földjeiket művelő parasztok robot kötelezettségeit, ami viszont felháborította a több évszázados rendhez szokott parasztokat. A pereskedés évtizedei sokat ártottak a somlói bornak, ugyanakkor közösséggé is kovácsolta a vásárhelyi szőlőbirtokosokat.
A 18. században az osztrák vámpolitika változásainak köszönhetően a magyar borok külföldi piacokra való eljutása nehezebbé vált. Emiatt a belföldi borkereskedelemben túlkínálat alakult ki. A piac nehezedésére sok helyen az alacsonyabb hozamot adó és így költségesebb termelésű minőségi szőlőket bőtermő, hitvány fajtákkal kezdték lecserélni és egyre terjedt a borhamisítás gyakorlata is. A Somlón a helyzetre 1752-ben egy szigorú eredetvédelmi és minőségbiztosító szabályzat bevezetésével reagáltak.
Ehhez hasonló horderejű szabályozás és változás a somlói viszonyokban az 1868-as somlói rendszabályozás volt. Az 1848-as áprilisi törvények folyamodványaként tekinthető, hogy ekkor véglegesen felszabadultak a szőlőföldek is. Ebben az időben jelent meg egy sor olyan szabályozás, amelyek a mai viszonyok alapját is adják. Ekkor szabályozták például a somlói napszámosok munkarendjét és munkaidejét, de ezek a szabályok gondoskodtak a somlói vadvilág és környezet védelméről is.
Az 1870-es években a szigorú és praktikus szabályozásnak köszönhetően a Somló szőlő és bortermelése virágzott.
1888. szeptember 10-én viszont beütött a Somlón is a filoxéra-vész és a prosperitásnak hirtelen vége szakadt. Sok kisbirtokos tönkrement és a Somló birtokszerkezete teljesen átalakult. Sok egykori szőlőbirtokos napszámba kényszerült, sokan pedig megváltak a szőlőiktől. A filoxéra-vész után sok birtokos nem a régi, hanem bőtermő ugyanakkor gyenge minőséget adó fajtákat telepített. Ezekben az évtizedekben sokat romlott a somlói bor híre.
A második világháború során még az államosítás előtt is komoly szerkezeti változások mentek végbe a Somlón. A főnemesi és az egyházi birtokokból először földet osztottak, hogy 1946-ban majd államosítsanak szinte minden birtokot. Az ezt követő évtizedekben a minőségi bortermelés teljesen háttérbe szorul.
A 60-as évektől a régió intenzív iparosodásának következtében a Somló a sok évszázados bortermelő szerepe után egyre inkább a környékbeli munkások hétvégi kertjévé vált. A 2-3 ezer új szőlőbirtokos minden tapasztalat és háttér nélkül, ösztönösen művelte a néhány száz négyzetméteres szőlőjét. Ezekben az évtizedekben lényegében semmilyen eredetvédelem avagy minőségi szabályozás nem volt.
1987-ben a rendszerváltást megelőzően született egy új hegytörvény, ami elsősorban a régi hegytörvényekhez nyúlt vissza. Azóta több szabályozás és törvény próbálja visszaterelni a somlói bortermelést a régi kerékvágásba

## Bor jellemzői és klasszifikáció, termőhelyi megnevezések

### A Somlói bort meghatározó tényezők

#### Talajösszetétel
A borvidék ültetvényeinek a talaja messze nem homogén, sem a felszínen, sem pedig az alatt. Akár egymástól néhány méter távolságra is meglehetősen különböző talajadottságokat találunk, de a talaj egyes rétegeinek is eltérő az összetétele. A teljesen kifejlett szőlőnövény gyökérzete akár 10-15 méteres mélységbe is lehatol és eközben akár több vízzáró rétegen is áttör. Az egyes rétegek ásványi összetétele, tápanyag ellátottsága nagyon eltérő is lehet. Emiatt az ültetvények korának különösen nagy jelentősége van, hiszen a fiatalabb szőlőnek a gyökérzete is kisebb és kevesebb, illetve más talajrétegből táplálkozik.
A somlói talaj főbb összetevői:
- bazalttufa (bazaltvulkánnak kőzetté szilárdult hamuja)
- kukoricabazalt, bazalttörmelék
- pannon homok
- törmelékes lösz
- barna erdőtalaj
- fekete nyirok

Megoszlanak a vélemények azt illetően, hogy bizonyos íz és illatjegyek köthetőek-e a felső talajréteg összetételéhez. Sokan a somlói borokban érezhető ásványos, olykor szinte sós ízt is a vulkanikus talajnak tulajdonítják. Szőlészeti szempontból abban viszont konszenzus van, hogy az egyes szőlőfajták számára előnyösebbek vagy hátrányosabbak bizonyos talajösszetételek.
A legmagasabb bazalttartalmú területek a Somló magasabban fekvő részein találhatóak meg, míg a hegy szoknyájának alsóbb területein inkább a homok és a lösz jellemző.

#### Időjárási és környezeti viszonyok
A Somló időjárása – hasonlóan a régióhoz, illetve az országhoz – kontinentális jellegű. Az éves csapadékmennyiség 650-700mm között mozog, a napsütéses órák száma pedig 1900 körül alakul. A bazalt jó hőtároló képességének köszönhetően éjszaka visszasugározza a nappal felvett hőt, amely segíti a szőlő érését. Az uralkodó szél jellemzően északnyugati. A Kisalföld felé való nyitottsága miatt gyakori a szeles idő, ami az őszi esőzések idején gyorsan szárítja a vizes fürtöket, megelőzve ezzel a gombás fertőzéseket. A Somlót ritkán éri jégkár, mivel az északnyugat felől jövő viharfelhőket a hegy ékként eltereli.
Mindezen időjárási adottságok hosszú és biztonságos vegetációs időszakot biztosítanak a szőlőnek.

#### Ültetvények kitettsége

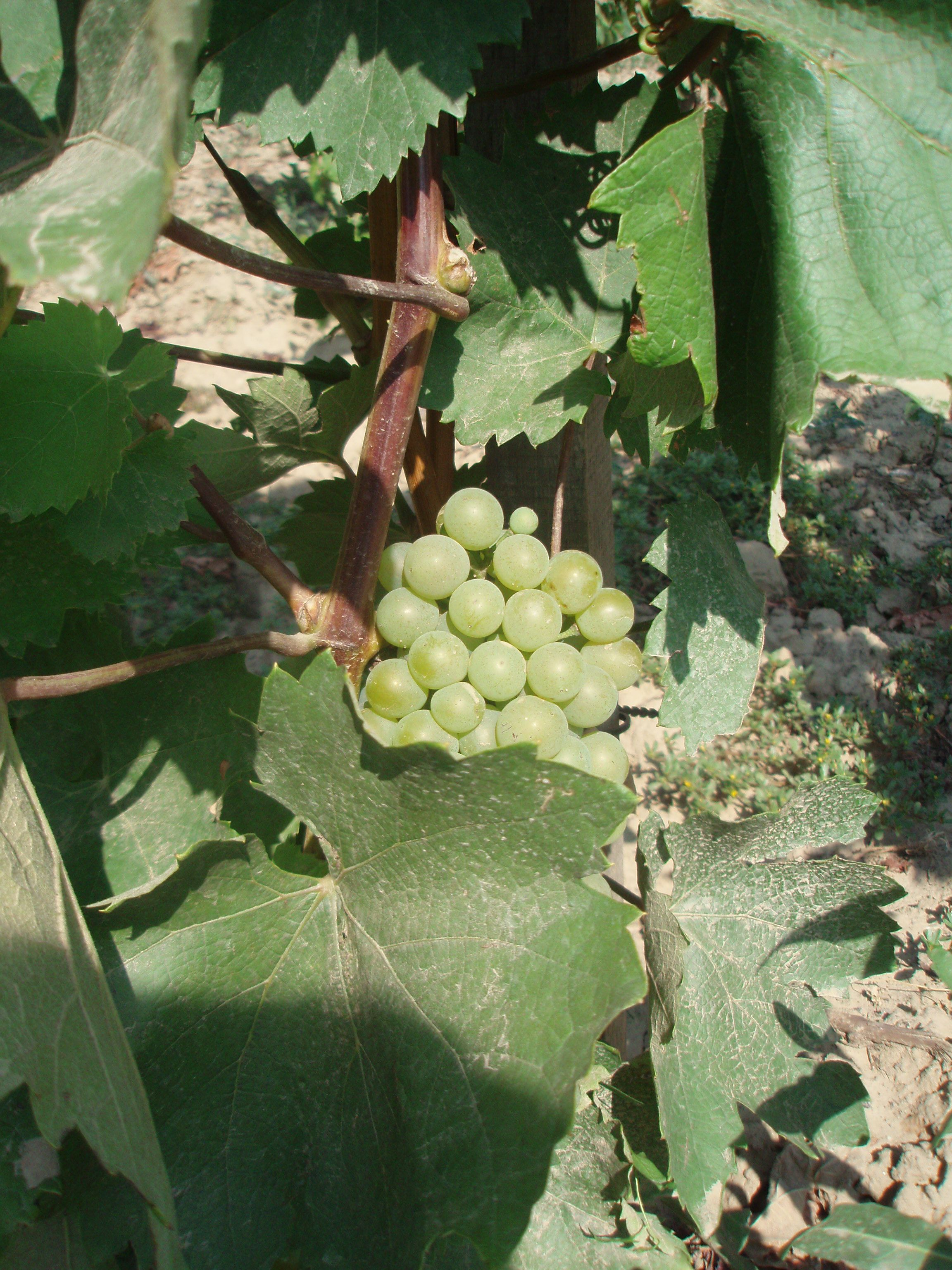
A hárslevelű a bazaltorgonákhoz közelebb eső ültetvényeken jellemző szőlőfajta

A Somló egyedülálló abból szempontból, hogy nem csak a déli, hanem az északi/északkeleti (szőlősi és dobai) oldalán is alkalmas a minőségi szőlőművelésre. Mindezzel együtt a déli (vásárhelyi és jenei) oldalon lényegesen jobban, magasabb cukorfokkal érik be a szőlő, az északi területeken gyakran problémát okoznak a túlzottan karcos savak. Természetesen a kimagaslóan forró években a déli oldalon könnyen elégnek a szőlő savai és ilyenkor a keletibb és nyugatibb fekvésű ültetvények termése jobb.
A szőlőtermelés a 200-300 méteres tengerszint feletti régióban folyik. Az alsóbb területeken a nap beesési szöge kisebb a magasabb területeken pedig nagyobb. Ennek megfelelően a hegy lábánál a korábban érő fajták (például a tramini és a sárfehér), a bazaltorgonákhoz közelebb eső ültetvényeken pedig a később érő fajták (furmint, hárslevelű) a jellemzőek.

#### Szőlészeti technológia
- Hagyományos bakművelés: A bakművelés kézi munkaigénye nagy és az így művelt szőlő hozama is elmarad az egyéb korszerű művelésmódokkal elérhetőtől. Ezért manapság a Somlón csak az amúgy is nehezen gépesíthető meredekebb, magasabban fekvő és a nehezebben megközelíthető területeken használnak bakművelést. A bakművelésű szőlő minősége és várható cukorfoka rendszerint jobb mint a jól gépesíthető művelésmódoké, emiatt a magasabb minőséget megcélzó termelők gyakran előnyben részesítik ezt a művelésmódot. A bakművelésű ültetvények hektáronkénti tőkeszáma általában 8-10 ezer körül van.
- Kordonos művelés: A 20. század második felében ahol lehetett ott a bakművelést lecserélték kordonos művelésre. Ez a művelési mód lehetővé tette az intenzív gépesítést és a mennyiségi termelést. Sok ültetvényben a nagy sortávolság következtében alacsony hektáronkénti tőkeszám (2500-3000) mellett a könnyű gépesíthetőség miatt magasan lévő fürtzónákkal és nagyobb terheléssel (2–4 kg) dolgoznak, máshol szűkebb sortávolsággal, alacsonyabb tőkefejjel és alacsonyabb tőketerheléssel használják a kordonos támrendszert. Az elérhető minőség ebben a művelésmódban nagyon széles skálán mozog, de a hagyományos bakművelés adta lehetőségektől még a legjobb esetben is elmarad.

## Szőlőfajtái
Az ültetvények fajtáinak összesítése a 2010-es évet követően és 2020-ban, valamint 2021-ben:

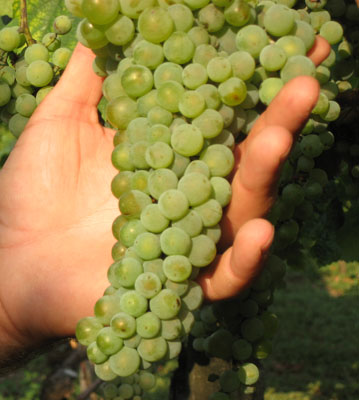
Juhfark szőlő

| Fajta                | Terület hektárban (2010) | Százalékos arány (2010) | Terület hektárban (2020) | Százalékos arány (2020) | Változás hektárban | Változás % | Terület hektárban (2021) | Változás hektárban | Változás % |
| -------------------- | ------------------------ | ----------------------- | ------------------------ | ----------------------- | ------------------ | ---------- | ------------------------ | ------------------ | ---------- |
| Összesen             | 599.70                   | 100.00%                 | 557.47                   | 100.00%                 | -42.23             | -7.04%     | 483.88                   | -73.59             | -15.21%    |
| Egyéb kék borszőlő   | 1.56                     | 0.26%                   | 1.4                      | 0.25%                   | -0.16              | -0.01%     | 4.53                     | 3.13               | 69.09%     |
| Egyéb fehér borszőlő | 161.85                   | 26.99%                  | 99.75                    | 17.89%                  | -62.10             | -9.10%     | 76.93                    | -22.82             | -29.66%    |
| Olaszrizling         | 162.83                   | 27.15%                  | 147.23                   | 26.41%                  | -15.60             | -0.74%     | 119.55                   | -27.68             | -23.16%    |
| Juhfark              | 93.38                    | 15.56%                  | 101                      | 18.12%                  | 7.62               | 2.56%      | 79.24                    | -21.76             | -27.47%    |
| Furmint              | 72.95                    | 12.16%                  | 79.04                    | 14.18%                  | 6.09               | 2.02%      | 72.66                    | -6.38              | -8.78%     |
| Hárslevelű           | 30.67                    | 5.11%                   | 35.06                    | 6.29%                   | 4.39               | 1.18%      | 28.36                    | -6.70              | -23.63%    |
| Tramini              | 13.00                    | 2.17%                   | 17.37                    | 3.12%                   | 4.37               | 0.95%      | 16.27                    | -1.10              | -6.73%     |
| Szürkebarát          | 11.51                    | 1.92%                   | 11.86                    | 2.13%                   | 0.35               | 0.21%      | 11.94                    | 0.08               | 0.63%      |
| Chardonnay           | 11.03                    | 1.84%                   | 7.03                     | 1.26%                   | -4.00              | -0.58%     | 14.26                    | 7.23               | 50.69%     |
| Zenit                | 6.72                     | 1.12%                   | 5.84                     | 1.05%                   | -0.88              | -0.07%     | 5.96                     | 0.12               | 1.94%      |
| Zeusz                | 6.00                     | 1.00%                   | 5.19                     | 0.93%                   | -0.81              | -0.07%     | 5.19                     | 0.00               | -0.01%     |
| Rizlingszilváni      | 4.72                     | 0.79%                   | 3.97                     | 0.71%                   | -0.75              | -0.08%     | 3.62                     | -0.35              | -9.68%     |
| Pinot blanc          | 4.40                     | 0.73%                   | 6.82                     | 1.22%                   | 2.42               | 0.49%      | 6.68                     | -0.14              | -2.06%     |
| Sauvignon blanc      | 2.28                     | 0.38%                   | 2.24                     | 0.40%                   | -0.04              | 0.02%      | 2.24                     | 0.00               | -0.01%     |
| Ezerjó               | 1.66                     | 0.28%                   | 1.51                     | 0.27%                   | -0.15              | -0.01%     | 1.35                     | -0.16              | -11.99%    |
| Sárfehér             | 1.56                     | 0.26%                   | 1.58                     | 0.28%                   | 0.02               | 0.02%      | 1.85                     | 0.27               | 14.77%     |
| Irsai Olivér         | 1.41                     | 0.23%                   | 3.7                      | 0.66%                   | 2.29               | 0.43%      | 3.78                     | 0.08               | 2.24%      |
| Chasselas            | 0.91                     | 0.15%                   | 1.01                     | 0.18%                   | 0.10               | 0.03%      | 0.80                     | -0.21              | -25.81%    |
| Sárga muskotály      | 0.78                     | 0.13%                   | 0.92                     | 0.17%                   | 0.14               | 0.04%      | 0.92                     | 0.00               | -0.13%     |
| Zalagyöngye          | 0.74                     | 0.12%                   | 0.07                     | 0.01%                   | -0.67              | -0.11%     | 0.07                     | 0.00               | -6.38%     |
| Rajnai rizling       | 0.62                     | 0.10%                   | 1.11                     | 0.20%                   | 0.49               | 0.10%      | 1.67                     | 0.56               | 33.56%     |
| Korona               | 0.58                     | 0.10%                   | 0.71                     | 0.13%                   | 0.13               | 0.03%      | 0.71                     | 0.00               | -0.50%     |
| Bianca               | 0.49                     | 0.08%                   | 0.23                     | 0.04%                   | -0.26              | -0.04%     | 0.23                     | 0.00               | 1.50%      |
| Zöld veltelini       | 0.48                     | 0.08%                   | 0.57                     | 0.10%                   | 0.09               | 0.02%      | 0.57                     | 0.00               | -0.19%     |
| Királyleányka        | 0.41                     | 0.07%                   | 0.87                     | 0.16%                   | 0.46               | 0.09%      | 0.88                     | 0.01               | 0.98%      |
| Kövérszőlő           | 0.39                     | 0.06%                   | 0.2                      | 0.04%                   | -0.19              | -0.02%     | 0.20                     | 0.00               | 0.20%      |
| Csomorika            | 0.36                     | 0.06%                   | 0.36                     | 0.06%                   | 0.00               | 0.00%      | 0.36                     | 0.00               | -0.50%     |
| Cserszegi fűszeres   | 0.35                     | 0.06%                   | 1.03                     | 0.18%                   | 0.68               | 0.12%      | 1.06                     | 0.03               | 3.22%      |
| Ezerfürtű            | 0.29                     | 0.05%                   | 0.05                     | 0.01%                   | -0.24              | -0.04%     | 0.05                     | 0.00               | -7.76%     |
| Leányka              | 0.26                     | 0.04%                   | 0.28                     | 0.05%                   | 0.02               | 0.01%      | 0.16                     | -0.12              | -72.95%    |
| Ottonel muskotály    | 0.20                     | 0.03%                   | 0.27                     | 0.05%                   | 0.07               | 0.02%      | 0.27                     | 0.00               | 1.50%      |
| Zéta                 | 0.10                     | 0.02%                   | 0.1                      | 0.02%                   | 0.00               | 0.00%      | 0.10                     | 0.00               | -4.93%     |
| Lakhegyi mézes       | 0.08                     | 0.01%                   | 0                        | 0.00%                   | -0.08              | -0.01%     | 0                        | 0.00               | -100.00%   |
| Pátria               | 0.05                     | 0.01%                   | 0.21                     | 0.04%                   | 0.16               | 0.03%      | 0.25                     | 0.04               | 14.91%     |
| Rozália              | 0.05                     | 0.01%                   | 0.01                     | 0.00%                   | -0.04              | -0.01%     | 0.11                     | 0.10               | 90.91%     |
| Zengő                | 0.04                     | 0.01%                   | 0                        | 0.00%                   | -0.04              | -0.01%     | 0.02                     | 0.02               | 100.00%    |
| Kékfrankos           | 1.77                     | 0.29%                   | 8.01                     | 1.44%                   | 6.24               | 1.15%      | 8.18                     | 0.17               | 2.12%      |
| Syrah                | 1.29                     | 0.21%                   | 4.2                      | 0.75%                   | 2.91               | 0.54%      | 5.46                     | 1.26               | 23.06%     |
| Cabernet Franc       | 0.00                     | 0%                      | 1                        | 0.18%                   | 1.00               | 0.18%      | 1.03                     | 0.03               | 3.05%      |
| Cabernet Sauvignon   | 0.00                     | 0%                      | 1.24                     | 0.22%                   | 1.24               | 0.22%      | 1.26                     | 0.02               | 1.95%      |
| Zweigelt             | 0.64                     | 0.11%                   | 0.64                     | 0.11%                   | 0.00               | 0.00%      | 1.54                     | 0.90               | 58.55%     |
| Merlot               | 0.63                     | 0.11%                   | 1.14                     | 0.20%                   | 0.51               | 0.09%      | 1.19                     | 0.05               | 4.08%      |
| Pinot noir           | 0.36                     | 0.06%                   | 0.41                     | 0.07%                   | 0.05               | 0.01%      | 0.48                     | 0.07               | 15.24%     |
| Kékoportó            | 0.30                     | 0.05%                   | 0.3                      | 0.05%                   | 0.00               | 0.00%      | 0.40                     | 0.10               | 25.17%     |
| Csókaszőlő           | 0.00                     | 0%                      | 0.06                     | 0.01%                   | 0.06               | 0.01%      | 0.06                     | 0.00               | 6.25%      |
| Fekete Járdovány     | 0.00                     | 0%                      | 0.06                     | 0.01%                   | 0.06               | 0.01%      | 0.06                     | 0.00               | 6.25%      |
| Fekete leányka       | 0.00                     | 0%                      | 0.06                     | 0.01%                   | 0.06               | 0.01%      | 0.06                     | 0.00               | 6.25%      |
| Generosa             | 0.00                     | 0%                      | 0.06                     | 0.01%                   | 0.06               | 0.01%      | 0.06                     | 0.00               | -3.45%     |
| Gohér                | 0.00                     | 0%                      | 0.11                     | 0.02%                   | 0.11               | 0.02%      | 0.11                     | 0.00               | -4.66%     |
| Járdovány            | 0.00                     | 0%                      | 0.01                     | 0.00%                   | 0.01               | 0.00%      | 0.01                     | 0.00               | -4.17%     |
| Kabar                | 0.00                     | 0%                      | 0.2                      | 0.04%                   | 0.20               | 0.04%      | 0.21                     | 0.01               | 4.94%      |
| Kadarka              | 0.00                     | 0%                      | 0.06                     | 0.01%                   | 0.06               | 0.01%      | 0.06                     | 0.00               | 6.25%      |
| Kéknyelű             | 0.00                     | 0%                      | 0.11                     | 0.02%                   | 0.11               | 0.02%      | 0.11                     | 0.00               | -4.07%     |
| Mézes                | 0.00                     | 0%                      | 0.01                     | 0.00%                   | 0.01               | 0.00%      | 0.01                     | 0.00               | -4.17%     |
| Nektár               | 0.00                     | 0%                      | 0.33                     | 0.06%                   | 0.33               | 0.06%      | 0.33                     | 0.00               | 0.60%      |
| Nero                 | 0.00                     | 0%                      | 0.04                     | 0.01%                   | 0.04               | 0.01%      | 0                        | -0.04              | -100.00%   |
| Piros bakator        | 0.00                     | 0%                      | 0.09                     | 0.02%                   | 0.09               | 0.02%      | 0.09                     | 0.00               | -5.88%     |
| Piros tramini        | 0.00                     | 0%                      | 0.58                     | 0.10%                   | 0.58               | 0.10%      | 0                        | -0.58              | -100.00%   |
| Zöld szilváni        | 0.00                     | 0%                      | 0.11                     | 0.02%                   | 0.11               | 0.02%      | 0.11                     | 0.00               | -0.36%     |

## Termelők
A borvidéken jelenleg körülbelül háromezer szőlőtulajdonos végez borászati tevékenységet és vagy száz pince fogad látogatókat a Somlói Borút állomásaként. Palackozott minőségi borok termelésével pár tucat pincészet foglalkozik.
| Termelő                                                                                         | Művelt terület hektárban |
| ----------------------------------------------------------------------------------------------- | ------------------------ |
| Badacsonyi Borgazdaság                                                                          | 70                       |
| Tornai Pincészet                                                                                | 54                       |
| Kreinbacher birtok                                                                              | 32                       |
| Szent Márton Pincészet                                                                          | 17                       |
| Bogdán Családi Pince Archiválva 2010. szeptember 2-i dátummal a Wayback Machine-ben             | 16,5                     |
| Oszvald pincészet                                                                               | 13,5                     |
| Fazekas Borpince                                                                                | 10                       |
| Csordás-Fodor Borház                                                                            | 8,5                      |
| Papp Zoltán Archiválva 2013. október 22-i dátummal a Wayback Machine-ben                        | 8                        |
| Várkapitány Pincészet                                                                           | 16                       |
| Somogyi Pincészet - Bacchus Tanya                                                               | 5                        |
| Szabóvári Pince                                                                                 | 4                        |
| Hollóvár                                                                                        | 3,7                      |
| Fekete Béla                                                                                     | 3,5                      |
| Pethő családi pincészet                                                                         | 3,5                      |
| Kolonics Pincészet                                                                              | 3                        |
| Somlói Apátsági Pince Archiválva 2005. február 7-i dátummal a Wayback Machine-ben               | 3                        |
| Szabó pincészet                                                                                 | 2,5                      |
| Dénes Hegybirtok - Ság hegy                                                                     | 2,5                      |
| Stephan Spiegelberg                                                                             | 2                        |
| Csite Antal pincészete                                                                          | 2                        |
| Halla pince                                                                                     | 2                        |
| Laposa Birtok                                                                                   | 1,8                      |
| Puchinger Ede - Öreg Holló pince Archiválva 2010. szeptember 4-i dátummal a Wayback Machine-ben | 1,5                      |
| Györgykovács Imre                                                                               | 0,9                      |
| Inhauser pincészet                                                                              | 8[forrás?]               |
| Barnabás Pince                                                                                  | 0,6                      |